# Denisa Golgotă
Denisa Golgotă (n. 8 martie 2002, Alimpești, România) este o gimnastă română.

## Biografie
Denisa Golgotă a participat în competiții de gimnastică începând cu 2015.
La Campionatele Europene de Gimnastică de Juniori din 2016 a câștigat aur la sol, argint la sărituri și bronz cu echipa României. Ca urmare a acestor rezultate, a primit titlul de Cetățean de Onoare al Comunei Alimpești. De asemenea, a obținut titlul de cea mai bună sportivă din județul Hunedoara în 2016, fiind legitimată la clubul hunedorean CNS Cetate Deva. În clasamentul celor mai buni gimnaști ai anului 2016 stabilit de Federația Română de Gimnastică a fost pe locul 2.
În 2017, la Festivalul Olimpic al Tineretului European a câștigat argint la sărituri.

## Carieră
| An   | Eveniment                                  | Echipa | Individual Compus | Sărituri | Paralele | Bârnă | Sol |
| ---- | ------------------------------------------ | ------ | ----------------- | -------- | -------- | ----- | --- |
| 2015 | Campionate Naționale                       | 3      | 8                 | 1        |          |       | 6   |
| 2016 | International Gymnix Junior Cup            | 5      |                   | 4        |          |       |     |
| 2016 | Amical Belgia-România                      | 1      | 5                 |          |          |       |     |
| 2016 | Amical Franța-România                      | 1      |                   |          |          |       |     |
| 2016 | Campionatele Europene de Juniori           | 3      |                   | 2        |          |       | 1   |
| 2016 | Campionatele Naționale                     | 2      | 5                 | 1        |          |       | 2   |
| 2016 | Tournoi International                      |        | 6                 |          |          |       |     |
| 2016 | Campionatele Naționale de Juniori          |        | 4                 | 1        | 7        | 5     | 2   |
| 2017 | Festivalul Olimpic al Tineretului European | 10     | 15                | 2        |          |       |     |
| 2017 | Campionatele Naționale                     | 1      | 2                 | 1        | 8        |       | 3   |
| 2018 | City of Jesolo Trophy                      | 5      | 12                | 4        |          |       |     |

## Legături externe
- Gimnastică artistică: Denisa Golgotă, medaliată cu aur (sol) și argint (sărituri), la Europenele de junioare Arhivat în 10 mai 2018, la Wayback Machine.. Agerpress, 5 iunie 2016.